# Vera Il'ina
Vera Sergeevna Il'ina (in russo Вера Сергеевна Ильина?; Mosca, 20 febbraio 1974) è un'ex tuffatrice russa, fino al 1991 sovietica.

## Biografia
È una delle più titolate tuffatrici europee, in particolare l'atleta donna più medagliata nell'ambito dei campionati europei. Ai Giochi olimpici estivi di Sydney 2000, insieme alla connazionale Julija Pachalina, ha conquistato la prima medaglia d'oro olimpica della storia dei Giochi nella specialità dei tuffi dal trampolino 3 metri sincro.
Nel 2001 le è stato conferito il titolo di Maestro onorario dello sport. 
Si è ritirata dopo i Giochi olimpici di Atene 2004 durante i quali ha conquistato la medaglia d'argento nel trampolino 3 metri sincro.
È laureata presso l'Università del Texas e risiede a Houston, negli Stati Uniti d'America.

## Palmarès
- Giochi olimpici:

Sydney 2000: oro nel trampolino 3 m sincro.
Atene 2004: argento nel trampolino 3 m sincro.
- Mondiali:

Roma 1994: argento nel trampolino 3 m.
Perth 1998: argento nel trampolino 1 m.
Fukuoka 2001: argento nel sincro 3 m.
Barcellona 2003: argento nel sincro 3 m.
- Europei:

Atene 1991: argento nel trampolino 3 m.
Sheffield 1993: argento nel trampolino 3 m, bronzo nel trampolino 1 m.
Vienna 1995: oro nel trampolino 1 m e nel trampolino 3 m.
Siviglia 1997: oro nel trampolino 1 m e argento nel trampolino 3 m.
Istanbul 1999: oro nel trampolino 1 m e nel trampolino 3 m.
Helsinki 2000: oro nel trampolino 1 m e nel sincro 3 m.
Berlino 2002: argento nel trampolino 1 m e nel sincro 3 m.
Madrid 2004: oro nel sincro 3 m e argento nel trampolino 3 m.
- Europei giovanili:

Brasschaat 1991: oro nel trampolino 3 m.

### Coppa del Mondo
- Vincitrice della Coppa del Mondo del trampolino 1 m nel 1995
- Vincitrice della Coppa del Mondo del sincro 3 m nel 2000 e nel 2002